# 스페인 연극 (희곡)
스페인 연극(프랑스어: Une Piece Espagnole)은 2004년에 발간된 프랑스 작가 야스미나 레자의 희곡이다.
이 책은 일종의 메타드라마로서 그 구성이 매우 독특하다. 그것은 이 극이 극중 현실, 극중극, 극중극중극이라는 삼중 구조로 되어 있기 때문이다. 극중 현실 속의 인물들은 모두 배우들로서 이 극은 무엇보다도 배우들의 이야기다. 배우라는 직업에 대한 그들의 견해, 연출 및 작가와의 관계, 그들이 현재 연습하고 있는 ＜스페인 연극＞에 대한 이야기 등이 극중 현실 속에서 배우들의 독백으로 제시되어 있다. 극중극은 그들이 현재 연습하고 있는 ＜스페인 연극＞이라는 작품으로, 스페인의 젊은 작가 올모 파네로가 쓴 것으로 되어 있다. ＜스페인 연극＞에 나오는 등장인물 중 오렐리아는 ＜불가리아 연극＞이라고 하는 작품을 연습하고 있으며, 이 ＜불가리아 연극＞이 극중극중극에 해당한다. 이처럼 이 극은 극중 현실 속의 배우들의 독백과 ＜스페인 연극＞, 그리고 ＜불가리아 연극＞이라는 삼중 구조로 되어 있다. 작가는 공연에서 극중 현실과 극중극이 단절되지 않고 마치 음악에서의 레가토처럼 자연스럽게 이어지기를 원하고 있어 현실과 허구가 분리되어 있는 것이 아님을 강조한다.
내용은 스페인의 한 가정을 중심으로 진행된다. 이 극에 대해 극중 한 배우가 ‘가족 코미디’라고 정의하는데, 그것은 체호프가 자신의 작품들을 ‘코미디’라고 부른 것과 같은 맥락이라고 여겨진다. 체호프의 작품에서처럼 이 극에서는 오히려 삶의 비극성이 두드러지게 나타나고, 인물들은 각자가 짊어져야 하는 삶의 무게로 고통스러워한다. 이들은 가족이지만 만나면 서로에게 상처를 주고 상처를 받는다. 상대방의 약점을 찌르고 그가 상처받는 것을 은근히 즐긴다. 레자는 이 극을 통해 사람들 사이의 의사소통의 어려움과 단절, 그로 인한 고독, 그리고 시간의 흐름에 따른 인간과 사물의 변화에 대해 말하고자 하는 것으로 보인다. 인간의 감정이 영원하지 않다는 사실이 인간관계를 변질시키고 고독하게 만드는 원인이다. 그것은 바로 멈추지 않는 시간 때문이기도 하다.
- 이용복 역, 2009년, 지식을만드는지식[깨진 링크(과거 내용 찾기)] ISBN 978-89-6406-360-6